# Gherardo della Gherardesca
Gherardo della Gherardesca (1198 – Nápoles , 29 de octubre de 1268) fue un político y militar italiano perteneciente a la noble familia della Gherardesca.  Décimo en la familia en ocupar su nombre, más tarde fue llamado "el Viejo" para distinguirlo de su sobrino del mismo nombre, llamado "el Joven", que se convirtió en señor de Pisa.

## Biografía
Los pocos datos sobre él se refieren principalmente a la última década de su vida.Tuvo por esposa a Teodora di Monferrato, con quien tuvo tres hijos: Bonifazio, Ranieri y Teccia.
Participó en la guerra de Cerdeña contra el juez de Cagliari, que se había vuelto progenovés, que cayó con su capital, Santa Igia, en 1258 . Tras el desmembramiento del territorio judicial, Gherardo y Ugolino della Gherardesca obtuvieron, por méritos militares, un "tercio", correspondiente a las curadurías de Cixerri, Sulcis, Nora y Décimo (las tres últimas después de 1272-1282 fueron heredadas luego por Ranieri y Bonifazio y sus descendientes hasta 1355 ).
Posteriormente, a partir de 1261, participó en las guerras entre Pisa y Lucca . Perteneciente a la facción gibelina, siguió luego a Corradino de Suabia en su expedición al sur de Italia contra Carlos I de Anjou, pero fue capturado en la batalla de Tagliacozzo . Fue decapitado en Nápoles el 29 de octubre de 1268 a la edad de los 70 años.